# Atari Panther
Atari Panther – anulowany projekt 32-bitowej konsoli gier wideo, stworzony przez Atari. Konsola była kombinacją sprzętu z Atari ST i Atari Transputer Workstation, miała być następcą Atari 7800 i Atari XEGS, była produkowana we współpracy z Flare Technology, firmę która brała udział w projektach takich jak Flare One i Konix Multisystem.
Prace nad konsolą rozpoczęły się w 1988, równolegle z pracami nad 64-bitowym Jaguarem, który miał się pojawić na rynku dwa lata po Atari Panther. Wydanie Atari Panther było zaplanowane na 1991 rok, konsola miała być bezpośrednim konkurentem Super Nintendo Entertainment System, ostatecznie Atari porzuciło projekt, gdyż prace nad Jaguarem postępowały znacznie szybciej niż przewidywano, dawały także większe możliwości pod względem technologicznym. Anulowanie projektu oznaczało, że Atari po wycofaniu Atari 7800 w 1990 nie miało żadnego przedstawiciela na rynku konsol, aż do 1993 roku, kiedy to wydano Atari Jaguar. Długi czas bez konsoli sprawił, że pozycja Atari znacznie się osłabiła, było to jednym z bezpośrednich powodów porażki ich najnowszej konsoli.

## Sprzęt
System zawierał trzy chipy Motorola 68000 o taktowaniu 16 MHz, procesor obiektowy (graficzny) „Panther” i 32-kanałowy procesor dźwięku „Otis” od firmy Ensoniq. Po anulowaniu projektu część rozwiązań została wykorzystana przy produkcji Atari Jaguar.

## Gry
Na Atari Panther miały zostać wydane trzy projekty gier. Są to:
- Cybermorph
- Trevor McFur in the Crescent Galaxy
- Raiden

W późniejszym czasie wszystkie te tytuły zostały wydane dla konsoli Atari Jaguar.